# إمارة كنر الإسلامية
إمارة كُنَر الإسلامية (بالبشتوية: د کونړ اسلامي امارت) كانت شبه دولة سلفية غير معترف بها لم تدم طويلًا في ولاية كنر في أفغانستان، وكان يقودها جميل الرحمن وأنشأتها جماعته جماعة الدعوة إلى القرآن والسنة. كانت إمارة كنر الإسلامية أول دولة إسلامية حديثة، وقد استحوذت على اهتمام العديد من السلفيين من الدول العربية، الذين انتهى بهم الأمر إما بإرسال الأموال أو القدوم إلى أفغانستان للانضمام إليهم.

## التاريخ
بعد انسحاب القوات السوفيتية في عام 1988، سقطت ولاية كنر بالكامل تحت سيطرة المجاهدين. في المناطق التي تم الاستيلاء عليها مؤخرًا، ارتكبت الجماعات المسلحة العديد من الفظائع ضد السكان المدنيين، وتقاتل بعضها البعض من أجل السيادة على المحافظة. كنر، التي عانت بالفعل بشدة خلال الهجمات السوفيتية المتكررة، دمرتها هذه الاشتباكات. تمكن جميل الرحمن وقواته من جماعة الدعوة للقرآن والسنة، التي كانت تتألف في ذلك الوقت من متطوعين معظمهم من العرب، وبدعم من العديد من رجال الأعمال السعوديين والكويتيين الأثرياء، من التغلب على جميع منافسيهم، حتى كانت القوة الأخرى المتبقية في كنر. الحزب الإسلامي بقيادة قلب الدين حكمتيار. في مارس 1990، اتفقت المجموعتان على تشكيل مجلس شورى مشترك، لكن سرعان ما عادت الخلافات للظهور، خاصة فيما يتعلق بمسألة حرب الخليج. بينما اتخذ حكمتيار موقفًا ملكيًا مناهضًا لأمريكا ومناهضًا للسعودية، اختار جميل الرحمن دعم رعاته السعوديين والكويتيين.
بالإضافة إلى العرب، كان هناك أيضا البشتون في صفوف الجهاديين. اعتبر العلماء السلفيون السعوديون عموما إمارة كنر الإسلامية الدولة الإسلامية الحقيقية الوحيدة. حاول برهان الدين رباني إقناع السعوديين بأن إمارة كنر الإسلامية غير شرعية، على الرغم من تجاهله.
في يناير 1991 أعلن جميل الرحمن إنشاء إمارة کنر الإسلامية مع نفسه كزعيم لها. عين وزراء الدفاع والداخلية والخارجية والعدل والإعلام والمالية والتعليم. ووفقًا لعقيدته السلفية، حاول جميل الرحمن القضاء على التقاليد الأفغانية التي اعتبرها غير إسلامية، مثل وضع الأعلام على قبور شهداء الجهاد، وبناء نصب تذكارية فوق قبور بيرس. في ربيع عام 1991، استؤنف القتال بين جماعة الدعوة للقرآن والسنة والحزب الإسلامي قلب الدين، الذي فقد معظم قواعده في كنر. دفع هذا قلب الدين حكمتيار لشن هجوم مضاد بعدة مئات من الرجال، بدعم من فصائل المجاهدين الأخرى. في 20 أبريل / نيسان 1991، أدى انفجار في مقر جميل الرحمن بأسد آباد، على ما يبدو إلى هجوم بصاروخ سكود، إلى مقتل العديد من أتباع جميل الرحمن وأطيح به حكمتيار. أفاد شهود محليون أن رجال حكمتيار ذبحوا السلفيين. أُجبر جميل الرحمن على الفرار إلى باكستان ثم قتل في 1993.